# I Liceum Ogólnokształcące im. Stefana Czarnieckiego w Chełmie
I Liceum Ogólnokształcące im. Stefana Czarnieckiego w Chełmie – chełmskie liceum ogólnokształcące.

## Historia szkoły

### Kalendarium
- Wrzesień 1915 – podjęcie przez Komitet Obywatelski Miasta Chełma decyzji o zorganizowaniu polskiej szkoły średniej w Chełmie.
- 22 września 1915 – otwarcie Szkoły Filologicznej Chełmskiej, dzisiejszego I Liceum Ogólnokształcącego[1].
- 13 czerwca 1916 – pozbawienie szkoły dotychczasowego lokalu.
- 1917' – przyznanie szkole lokum w części budynku zajmowanego obecnie przez Sąd Rejonowy w Chełmie.
- 17 sierpnia 1918 – upaństwowienie szkoły i nadanie jej nowej nazwy: Królewsko – Polskie Gimnazjum im. Stefana Czarnieckiego.
- 15 czerwca 1919 – przekazanie szkole – Państwowemu Gimnazjum im. Stefana Czarnieckiego – gmachu dawnego prawosławnego seminarium duchownego.
- 1920 – Poświęcenie i oficjalne przekazanie placówce sztandaru. Pobyt w szkole Marszałka Józefa Piłsudskiego.
- 1927 – Powstanie szkolnej biblioteki uczniowskiej.
- 1 września 1932 – otwarcie świetlicy szkolnej.
- 1 września 1933 – nadanie szkole nowej nazwy: Państwowe Gimnazjum i Liceum im. Stefana Czarnieckiego.
- Wrzesień 1935 – I zjazd byłych wychowawców i absolwentów szkoły.
- Styczeń 1936 – powstanie Konstytucji Rzeczypospolitej Uczniowskiej Liceum i Gimnazjum Koedukacyjnego im. Stefana Czarnieckiego;
- 1 września 1937 – likwidacja koedukacji – utworzenie Gimnazjum i Liceum Męskiego im. Stefana Czarnieckiego oraz Liceum Ogólnokształcącego im. Królowej Jadwigi.
- 1939–1944 – Przerwa w zajęciach szkolnych, organizacja nauczania na tajnych kompletach.
- 1 września 1954 – fuzja Liceum Ogólnokształcącego im. Stefana Czarnieckiego oraz Liceum Ogólnokształcącego im. Królowej Jadwigi wraz z istniejącymi przy nich szkołami podstawowymi i utworzenie Szkoły Podstawowej i Liceum Ogólnokształcącego im. Stefana Czarnieckiego.
- 14–15 listopada 1957 – II zjazd byłych wychowanków placówki z lat 1915–1957.
- 25–26 listopada 1965 – III Zjazd Wychowawców i Wychowanków Liceum i Gimnazjum im. Stefana Czarnieckiego dla uczczenia 300. rocznicy śmierci patrona, 60-lecia strajku szkolnego i 50-lecia istnienia szkoły.
- 1 września 1969 – wyodrębnienie Liceum Ogólnokształcącego im. Stefana Czarnieckiego i Szkoły Podstawowej nr 9.
- 24 stycznia 1975 – wznowienie – po 40 latach – obchodów Dnia Patrona w dniu 26 kwietnia każdego roku.
- 27–28 września 1975 – IV Zjazd Wychowawców i Wychowanków Liceum i Gimnazjum im. Stefana Czarnieckiego i Królowej Jadwigi z okazji 60. rocznicy powstania szkoły.
- 1975 – przekazanie szkole nowego sztandaru ufundowanego przez Komitet Rodzicielski. Ustanowienie nowego godła placówki.
- 21–22 września 1987 – V Zjazd Czarniecczyków z okazji 70-lecia Gimnazjum i Liceum Ogólnokształcącego. Odznaczenie szkoły Krzyżem Kawalerskim Orderu Odrodzenia Polski.
- 8 września 1990 – poświęcenie podczas mszy świętej w bazylice Najświętszej Marii Panny ufundowanego w 1975 roku sztandaru szkoły.
- 14 lutego 1992 – ustanowienie Fundacji Rozwoju I Liceum Ogólnokształcącego im. Stefana Czarnieckiego w Chełmie.
- 1 września 1992 – oddanie do użytku nowej sali gimnastycznej.
- Kwiecień 1993 – rekoncyliacja kaplicy szkolnej.
- 22–24 września 1995 – VI Zjazd Wychowanków i Wychowawców Gimnazjum i Liceum Ogólnokształcącego im. Stefana Czarnieckiego w Chełmie.
- 10 stycznia 1997 – otwarcie krytej pływalni.
- 1999 – wizyta w szkole Jerzego Buzka – premiera RP.
- 2000 – wizyta Lecha Wałęsy – byłego prezydenta III RP.
- 22–24 września 2000 – VII Zjazd Wychowawców i Wychowanków Gimnazjum i Liceum im. Stefana Czarnieckiego oraz Królowej Jadwigi.
- 2001 – przyjęcie I LO do Stowarzyszenia Szkół Aktywnych.
- 9 stycznia 2002 – zajęcie I miejsca w województwie lubelskim w Ogólnopolskim Rankingu Szkół Średnich „Rzeczpospolitej” i „Perspektyw”.
- 1 czerwca 2003 – uczestnictwo delegacji uczniów liceum w obradach Sejmu Dzieci i Młodzieży w Warszawie.
- 7 stycznia 2004 – zajęcie przez liceum w Ogólnopolskim Rankingu Szkół Średnich 41. miejsca w kraju i 2. w województwie lubelskim.
- 1 października 2004 – przyznanie liceum tytułu „Szkoła z klasą”.
- 12 stycznia 2005 – 38. miejsce w kraju w Ogólnopolskim Rankingu Szkół Średnich.
- 23–25 września 2005 – VIII Zjazd Wychowawców i Wychowanków Gimnazjum i Liceum im. Stefana Czarnieckiego.
- 17 maja 2006 – wizyta w szkole Prezesa Narodowego Banku Polskiego – prof. Leszka Balcerowicza.
- 27–29 października 2006 – udział Teatru Żywego Słowa „Oksymoron” w międzynarodowym festiwalu teatralnym „Pjero dienos utenoje” w Utenie na Litwie.
- 10 listopada 2006 – wizyta w szkole publicysty „Tygodnika Powszechnego”, red. Marka Zająca.
- 15–17 czerwca 2007 – III miejsce drużyny I LO w Etapie Centralnym XV Ogólnopolskich Mistrzostw Pierwszej Pomocy PCK.
- 28 listopada 2008 – wizyta w szkole Dariusza Michalczewskiego.
- 18–20 września 2015 – X Zjazd Czarniecczyków, obchody 100-lecia szkoły.

### Gmach szkoły
Budynek, w którym obecnie mieści się I LO, powstał w 1890 roku z przeznaczeniem na prawosławne seminarium duchowne. Gmach rozplanowany jest na rzucie litery E. Jego tylne skrzydło środkowe mieści dawną kaplicę seminaryjną. Po odzyskaniu przez Polskę niepodległości budynek stał się siedzibą Gimnazjum im. Stefana Czarnieckiego. W sąsiedztwie powstały nowe obiekty szkolne: sala gimnastyczna oraz pływalnia.

### Dyrekcja
W 2020 roku dyrektorem szkoły była Teresa Mościcka, a zadania wicedyrektora wykonywali Robert Wojciechowski i Edyta Kowalczuk.

### Dyrektorzy szkoły[3]
- Kazimierz Miszewski (22 listopada 1915 – 1915)
- Lucjan Lewandowski (1915 – 31 stycznia 1916)
- Jan Sędzimir (1 lutego 1916 – 31 sierpnia 1916)
- Władysław Gacki (1 września 1916 – 30 czerwca 1917)
- Wiktor Ambroziewicz (1 sierpnia 1917 – 30 marca 1930)
- Aleksander Sauter (1 kwietnia 1930 – 30 czerwca 1930)
- Tadeusz Dąbrowski (1 lipca 1930 – 30 czerwca 1935)
- Maurycy Adler (1 lipca 1935 – 20 sierpnia 1935)
- Marian Lipski (30 sierpnia 1935 – 21 sierpnia 1950)
- Antoni Rubaj (22 lipca 1950 – 31 sierpnia 1954)
- Stanisław Karczmarzyk (1 września 1954 – 31 sierpnia 1958)
- Zofia Farbiszewska (1 września 1958 – 31 sierpnia 1959)
- Józef Szczerba (1 września 1959 – 31 sierpnia 1961)
- Stefan Mrożkiewicz (1 września 1961 – 31 sierpnia 1968)
- Leszek Kulikowski (1 września 1968 – 31 sierpnia 1975)
- Zdzisław Jawor (1 września 1975 – 31 sierpnia 1981)
- Karolina Uszczuk (1 września 1981 – 31 sierpnia 1989)
- Marian Różański (1 września 1989 – 31 sierpnia 2001)
- Antoni Skubiszewski (1 września 2001 – 31 sierpnia 2007)
- Dariusz Kostecki (od 1 września 2007 – 31 sierpnia 2012)
- Teresa Mościcka (od 1 września 2012 – 31 sierpnia 2020)
- Halina Smyk (od 1 września 2020)

## Znani absolwenci
- Waldemar Babinicz – pisarz i pedagog
- Danuta Boguszewska-Chlebowska – malarka i rysowniczka
- Ania Dąbrowska – piosenkarka pop
- Magdalena Gaj – Prezes Urzędu Komunikacji Elektronicznej od 2012
- Sebastian Kaleta – polityk
- Ryszard Lipczuk – prof. dr hab., germanista Uniwersytetu Szczecińskiego
- Jerzy Przemysław Morawicz – generał brygady, ostatni minister spraw wojskowych Rządu Rzeczypospolitej Polskiej na Uchodźstwie;
- Cyprian Odorkiewicz – uczestnik powstania warszawskiego
- Adam Piskorz – profesor, doktor habilitowany medycyny
- Krzysztof Pytel – szachista, mistrz Polski w latach 1972 i 1973
- Bogdan Józef Skalmierski – prof. zw. dr hab., Politechniki Śląskiej
- Andrzej Tomza – reprezentant Polski w strzelectwie, uczestnik Mistrzostw Świata i Europy oraz Igrzysk Olimpijskich
- Józef Zięba – poeta, pisarz

## Osiągnięcia

### Rankingi
Ogólnopolski Ranking Edukacyjny Szkół Średnich „Perspektyw” i „Rzeczpospolitej”:
| Rok  | Chełm      | Województwo lubelskie | Polska       |
| ---- | ---------- | --------------------- | ------------ |
| 1999 | 1. miejsce | 3. miejsce            | 48. miejsce  |
| 2000 | 1. miejsce | 2. miejsce            | 40. miejsce  |
| 2001 | 1. miejsce | 3. miejsce            | 49. miejsce  |
| 2002 | 1. miejsce | 1. miejsce            | 39. miejsce  |
| 2003 | 1. miejsce | 4. miejsce            | 66. miejsce  |
| 2004 | 1. miejsce | 2. miejsce            | 41. miejsce  |
| 2005 | 1. miejsce | 2. miejsce            | 38. miejsce  |
| 2006 | 1. miejsce | 5. miejsce            | 71. miejsce  |
| 2007 | 1. miejsce | 3. miejsce            | 69. miejsce  |
| 2008 | 1. miejsce | 2. miejsce            | 53. miejsce  |
| 2009 | 1. miejsce | 9. miejsce            | 116. miejsce |
| 2010 | 1. miejsce | 7. miejsce            | 103. miejsce |
| 2011 | 1. miejsce | 15. miejsce           | 308. miejsce |
| 2012 | 2. miejsce | 30. miejsce           | 500+ miejsce |
| 2013 | 2. miejsce | 42. miejsce           | 500+ miejsce |
| 2014 | 2. miejsce | 36. miejsce           | 500+ miejsce |
| 2015 | 2. miejsce | 32. miejsce           | 475. miejsce |
| 2016 | 1. miejsce | 27. miejsce           | 415. miejsce |
| 2017 | 2. miejsce | 35. miejsce           | 500+ miejsce |
| 2018 | 2. miejsce | 32. miejsce           | 500+ miejsce |
| 2019 | 2. miejsce | 33. miejsce           | 529. miejsce |
| 2020 | 1. miejsce | 18. miejsce           | 341. miejsce |
| 2021 | 1. miejsce | 17. miejsce           | 360. miejsce |
| 2022 | 1. miejsce | 17. miejsce           | 359. miejsce |
| 2023 | 1. miejsce | 15. miejsce           | 371. miejsce |
| 2024 | 1. miejsce | 15. miejsce           | 361. miejsce |

## Galeria

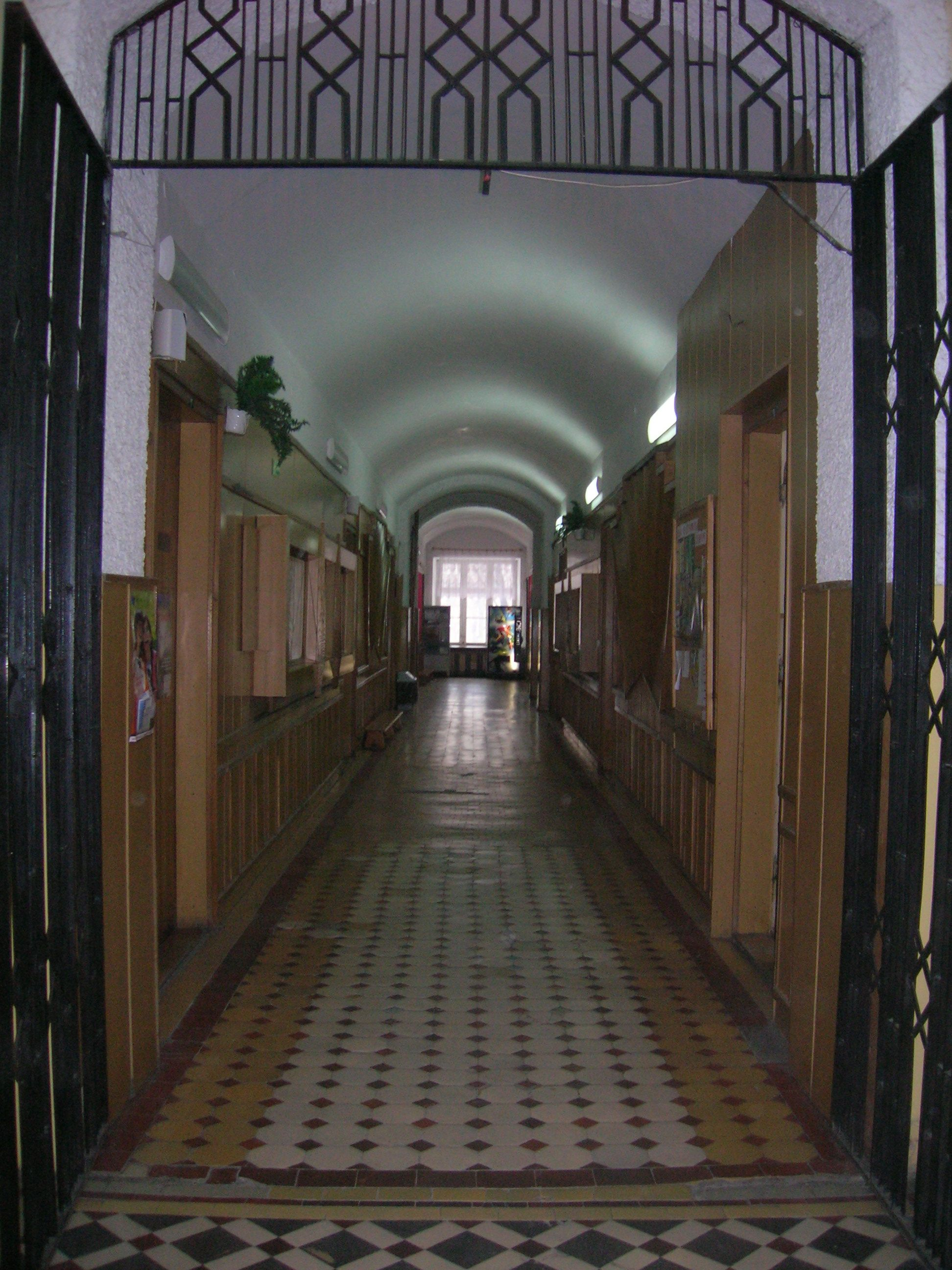
Szkolny korytarz
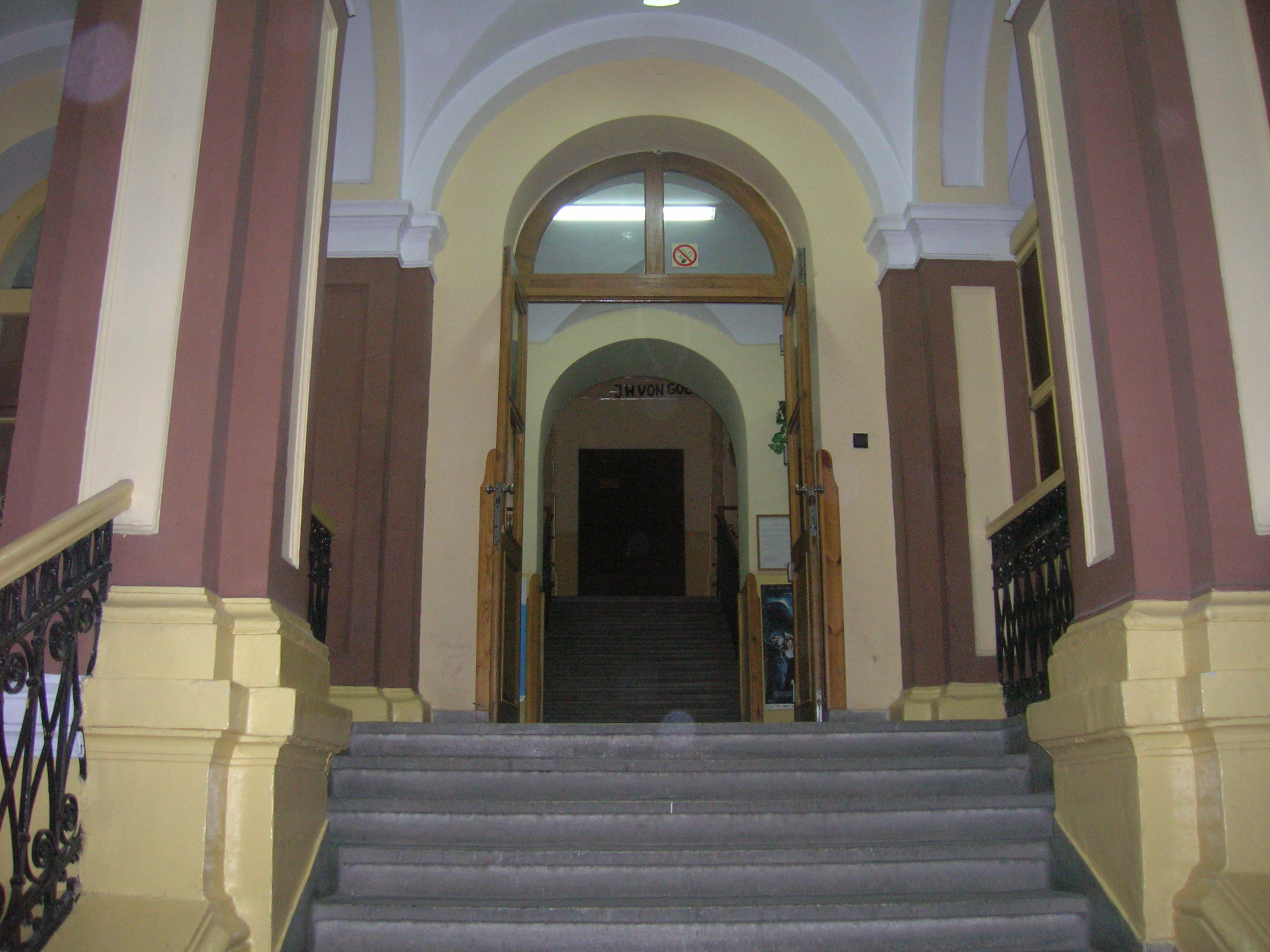
Szkolny korytarz
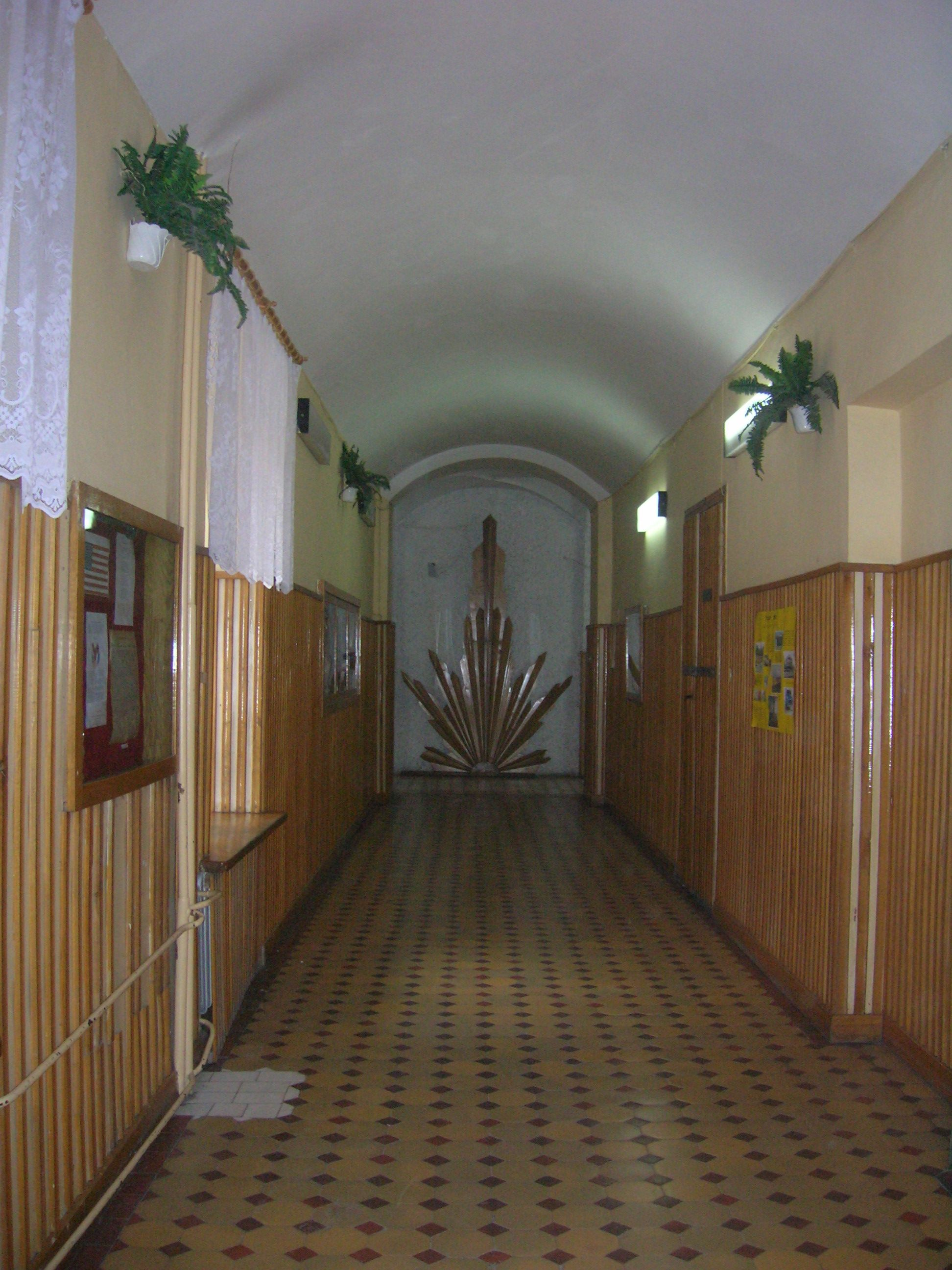
Szkolny korytarz
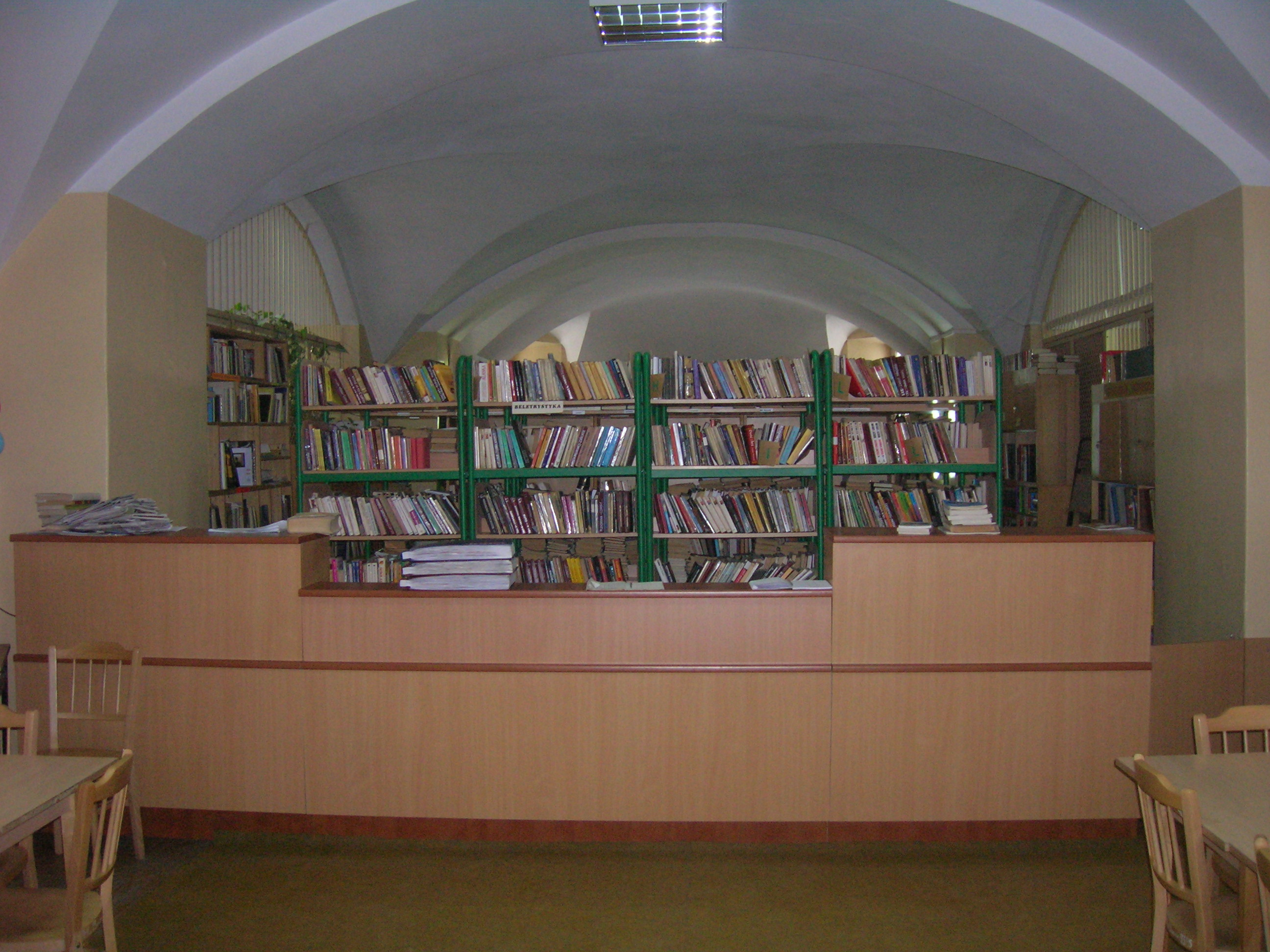
Biblioteka szkolna
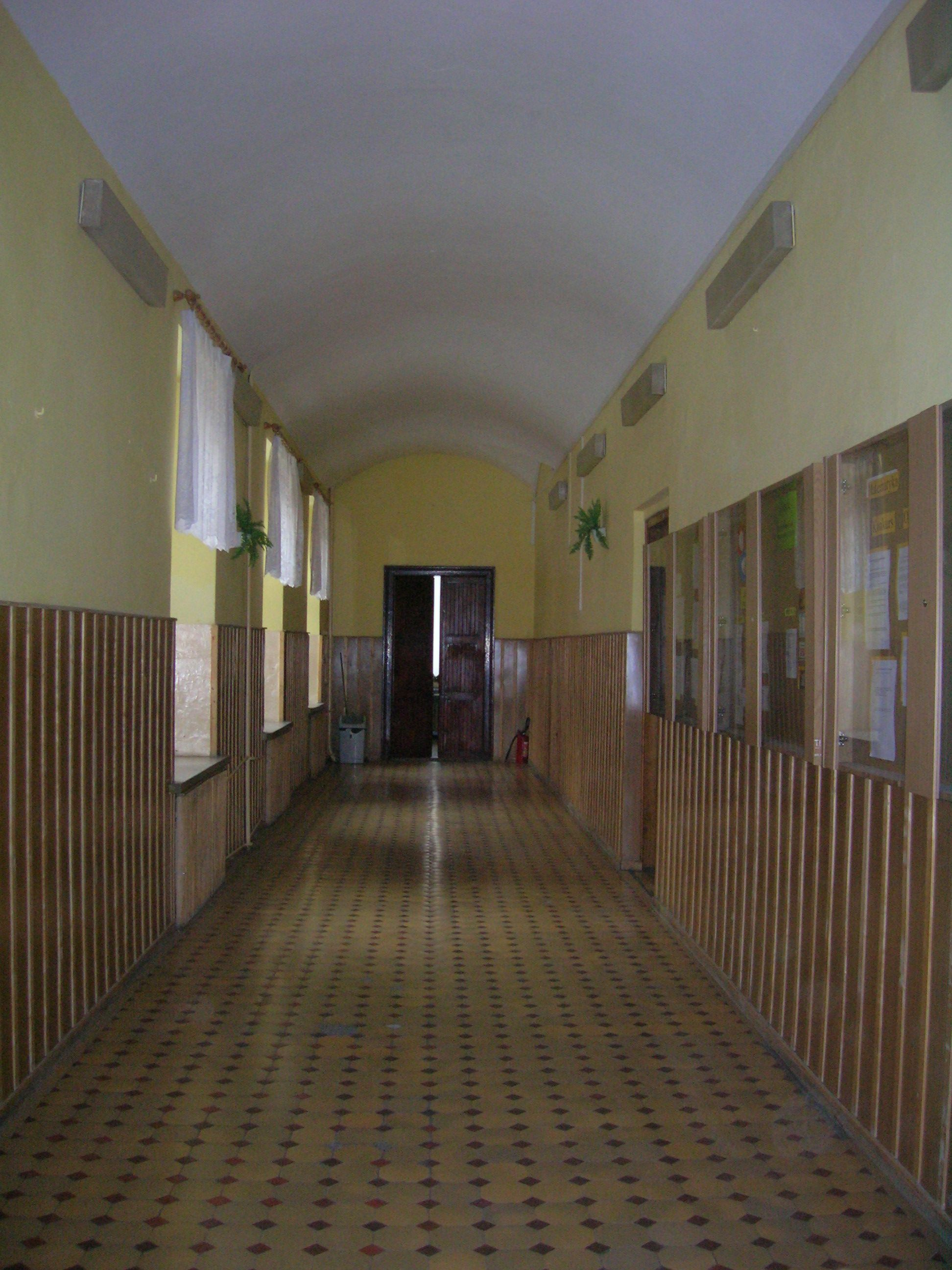
Szkolny korytarz

## Dane teleadresowe[4]
I Liceum Ogólnokształcące im. Stefana Czarnieckiego

22-100 Chełm

ul. Stefana Czarnieckiego 8

tel. 82 565 38 85

www.1lochelm.pl

liceum@1lochelm.pl